# The Little Mermaid: Magic in Two Kingdoms
Disney's The Little Mermaid: Magic in Two Kingdoms — компьютерная игра, выпущенная в 2006 году по мотивам одноименного мультфильма студии Disney для приставок Game Boy Advance.

## Сюжет
Процесс разделён на уровни, отражающие различные эпизоды из мультфильма: Ариэль и Флаундер на затонувшем корабле, свидание принца Эрика и Ариэль и т.д.

## Геймплей
Игрок может выбирать любимую мини-игру сразу же, не задаваясь целью пройти уровень, чтобы попасть на следующую миссию.
На различных заданиях игрок управляет русалочкой Ариэль, рыбкой Флаундером, крабом Себастьяном или принцем Эриком.

## Уровни
Игровой процесс состоит из 8 мини-игр:
- Поиск сокровищ на затонувшем корабле (англ. Treasure Hunting). Управление: Ариэль / Флаундер. Цель — собрать предметы.

- Судьбоносная встреча (англ. Ascension To Destiny). Управление: Ариэль. Цель — спасти моряков во время кораблекрушения.

- На дне морском (англ. Under The Sea). Управление: Себастьян. Цель — с помощью музыки убедить Ариэль в том, что лучше моря ничего нет.

- Гонках с морскими угрями (англ. Chasing Eels). Управление: Ариэль. Цель — добраться до пещеры Урсулы, опередив её подручных морских угрей.

- Спасения от повара (англ. Escape The Chef). Управление: Себастьян. Цель — убежать от повара, желающего сварить Себастьяна.

- Поцелуй же девушку (англ. Kiss The Girl). Управление: луч света. Цель — создать настроение во время свидания Ариэль и Эрика.

- Разрушить заклинание морской ведьмы (англ. Breaking The Sea-Witch's Spell). Управление: Флаундер / Себастьян. Цель — снять заклятие Урсулы с Эрика.

- Морское сражение (англ. The Epic Sea Battle). Управление: Эрик. Цель — победить Урсулу, стреляя в неё из пушки.